# 京都府公立大学法人
京都府公立大学法人（きょうとふこうりつだいがくほうじん、英: Kyoto Prefectural Public University Corporation）は、日本の公立大学法人。京都府立医科大学、京都府立大学の設置者である。

## 概要
総務大臣及び文部科学大臣の認可を受け、京都府が設立団体となって発足した「特定地方独立行政法人以外の地方独立行政法人」である。初代理事長は京都府の前知事（当時）の荒巻禎一が務めた。

## 設置している諸学校

### 大学
- 京都府立医科大学
- 京都府立大学